# Долово (Панчево)
Долово је сеоско насеље које се налази на територији града Панчева, у Јужнобанатском округу Аутономне Покрајине Војводине, у Републици Србији. Према коначним резултатима пописа становништва из 2022. године, у Долову живи 5569 становника.
Овде се налазе Црква Преноса моштију Светог Николе Велидоња, Црква Преноса моштију Светог Николе Маладоња, Зграда ОШ „Аксентије Максимовић”, Родна кућа Аксентија Максимовића и Банатска окућница у Долову.

## Порекло становништва
У насељу постоје археолошки остаци из 9. века.
Истражујући становништво Црне Реке у источној Србији, Драгољуб К. Јовановић је осамдесетих година 19. века у Вражогрнцу забележио следеће предање: „У месту званом „Селиште“, у близини села Вражогрнце, отприлике пре 200 година, постојало је велико српско село које се звало Толовац. Једног летњег дана, причају, кад се је народ био скупио код цркве и празновао, изненада одонуд ударе Татари на село, учине јуриш на народ, који се безбрижно веселио, многе исеку, поробе и опљачкају село, па оду за тим на другу страну. Тек незнатан део, по казивању, добије прилику да умакне, дохвати се Дунава и пређе у Аустрију, и тамо насели данашње село Долово, код Панчева“.
Као српско насеље Долово се први пут помиње у Пећком Катастиху (списак, попис, рукописна књига калуђера Пећке патријаршије) 1660. године под називом Долови, што је вероватно везано за изглед предела на коме је насеље лежало. Српски живаљ који се ту населио је са југа под притиском Турака у 17 веку мигрирао у Панонску низију.
Најмасовнија сеоба је била 1690. године под патријархом Арсенијем Чарнојевићем, мада је таквих померања било и раније.
У то време банатско становништво се бавило земљорадњом само колико је било потребно за исхрану, а претежно је било развијеније сточарство. Сто се организације власти у селу тиче у то време, подаци су оскудни, али се зна да је на челу био кнез, у већим селима их је било двојица. У селу се сусрећу и кметови, угледни и имућни сељаци у ширем смислу.
Следећи пут се Долово помиње после 1725. године, односно после ослобођења Баната од Турака под командом принца Еугена Савојског. У тим походима су већина села у Банату била опљачкана и опустошена. Та судбина није заобишла ни ово насеље. Граница која се простирала јужно од Мориса и источно од Тисе сада је померена на југ, ближе Дунаву, за време владавине Марије Терезије. Тада Долово почиње поново да се насељава и формира, али не на старом месту већ померено на граници атара Банатског Новог Села, где се и данас налази. Разлози се могу само претпостављати, а једна од могућности је и та да су стари Доловци поучени примерима рата и харања своје насеље саградили по страни од главних саобраћајница и важних стратешких праваца како би избегли најезде освајача у случају ратова који су тада били чести. Тако је напуштено Велико селиште, а новоподигнуто довољно удаљено од пута који од Панчева води ка Темишвару. Долово је масовно насељено тек у периоду 1745—1750. године и то делимично са севера Баната, затим са југа миграцијом Срба под Арсенијем Јовановићем и Румуна из Провинције (половином 17. века) .

## Историја
Године 1764. установљена је Банатска војна граница, у чијем саставу је Долово од њеног настанка до укидања. Становници српског и румунског порекла способни за вршење војне службе постали су граничари. За ту своју дужност новчаних примања нису имали, али им је била гарантована слобода, смањене дажбине, а добијали су и земљишне поседе у зависности да ли су били коњаници (хусари), пешаци (хајдуци) или официри. Банатска војничка граница је имала типично војничко уређење које почива на чврстој војничкој организацији, са правима, прописима и дужностима свих појединаца. Граничари су своју добијену земљу уживали доживотно и остављали је у наслеђе. У то време су поникле и важне културне и хуманитарне институције, посебно школе које су биле : ниже, средње и специјалне. Угарске власти су једно време промениле назив насељу (Кираљтава), али то је изазвало огорчење и незадовољство сељана тако да је враћено старо име, а тиме сачуван идентитет и слободни дух Доловаца. Револуција 1848. године на Мајској скупштини у Сремским Карловцима донета је одлука о проглашењу аутономне Српске Војводине са војводом Шупљикцем на челу.
Када је 1797. године пописан православни клир Темишварске епархије у месту Долови су била три свештеника Поповића. Пароси, поп Христифор (рукоп. 1770), поп Матеј (1794) и поп Јован (1769). Оци Христифор и Матеја су владали српским, румунским и немачким језиком. Доловачку православну цркву је живописао Јован Поповић. Само је свод осликао један Немац сликар.
Када су се пред Расправном комисијом у Долову, 15. новембра 1866. године делили Срби и Румуни, њих 167 породица се изјаснило - да су Румуни и да желе црквено одвајање. Комесар комисије био је мајор Мартини, а оба народа су имала своје заступнике. Срби су били трипут бројнији, али нису хтели одвајање, осим ако на томе буду инсистирали Румуни. По њима старију цркву су градили само они тј. Срби, а новију заједнички подигли Срби и Румуни. Румуни су изнели другачије гледиште: да су обе цркве заједнички подигнуте. Међутим нису ни једни ни други имали писаних доказа. На крају су изјавили Срби Доловци, да ће ако буде требало од четири парохије једну уступити Румунима (након смрти пароха), као и четврти део иберландске земље, које има довољно. На том је остало, а последњу реч је имала виша власт.
Царским манифестом 1872. године дефинитивно је укинута Банатска војничка граница и на снагу ступају Угарске власти и цивилни закони. За време Првог светског рата (1914—1918) Долово је, иако је било и под Угарском, дало велики број ратника добровољаца који су са српском војском осетили све голготе и страдања, али и укус победе и славе.
По ослобађању и утемељењу Краљевине СХС за Доловце је почела нова ера. Сада су добили своју отаџбину и обрађивали своју земљу. У то време и раније у селу је деловала Социјалдемократска странка, а 1919. основана је Социјалистичка Радничка партија Југославије (комуниста), која је и у Долову имала своје присталице. Они су уз Радикале и Демократе између два рата представљали основне политичке снаге у селу. У Другом светском рату (1941—1945) Долово је делило судбину поробљене отаџбине. Немци су брутално узвраћали сваком родољубивом и слободарском потезу доловачке омладине, али раднички покрет је јачао да би партизанске јединице уз помоћ Црвене армије 4.10.1944. коначно ослободиле село од окупатора. Од тада почиње савремена историја овог јужнобанатског насеља.
Село Долово је по груписаности и распореду стамбених, помоћних и др. објеката типично ушорено насеље централизованог типа, које је карактеристично за равничарске пределе. Укупна површина под стамбеним објектима је око 14,5 km². У централном делу насеља налазе се углавном све јавне установе, друштвене и културне институције : пошта, месна заједница и канцеларија, банка, дом културе са биоскопском салом, робна кућа, самоуслуга и други трговачки објекти, занатске радње, здравствена станица, апотека и угоститељски објекти. У близини Основна школа “Аксентије Максимовић” и терени за фудбал и рукомет спортског клуба “Долово”. Полазећи ка периферном делу налазе се приватне куће, густо усорене, углавном рађене уличним и препознатљивим стилом са украсним фасадама, испред кућа су неизбежне клупе. Једна од карактеристика улица у оваквим насељима су дрвореди, најчешће дуда, липа и ораха. На самој периферији насеље постаје трансферзалног типа, јер куће настављају уз саобраћајницу, ту се губе попречне улице да би се на оба краја завршавале економским зградама и хангарима пољопривредног комбината. Долово је по структури компактно насеље и повезано у целину, али због своје пространости, националне структуре, начина живота и рада становника може се издвојити неколико његових долова. У средишњем делу су куће већином старе, направљене у банатском стилу и то је оно где је Долово одувек било. Ту живе староседеоци, углавном Срби, чији су преци и основали место. Баве се пољопривредном производњом, живећи од земље, мада млади завршавају школе и обављају и непољопривредне делатности. Нешто северније, груписано у неколико улица, углавном живе Румуни, који по бројности заузимају друго место у селу и тај део се зове “Влашка мала”. Ту се налази и Румунска ортодоксна црква, као и неке трговачке радње. Куће су овде збијене, ушорене, фасаде и капије украшене живим бојама румунског фолклора и потезима романике. У прошлости и овај део се паралелно развијао са српским, јер су заједно формирали насеље. И овде је пољопривреда основна делатност становника. На самом северном крају села према путу за Делиблатска Делиблатску пешчару Овде је и најинтензивнији одлазак на рад у иностранство. По целој периферији села налазе се неправилно разбацани поседи досељеника који су после II светског рата на ове просторе дошли из планинских предела јужне Србије (Пирота, Врања и Лесковца ) или Босне. Они су са собом донели и свој шумадијско-поморавски начин грађења куће.
У селу се за Божић по традицији јашу украшени коњи у поворци и мештанима се најављује велики хришћански празник.

## Демографија
У насељу Долово живи 5.390 пунолетних становника, а просечна старост становништва износи 39,3 година (38,1 код мушкараца и 40,5 код жена). У насељу има 2.119 домаћинстава, а просечан број чланова по домаћинству је 3,23.
Ово насеље је углавном насељено Србима (према попису из 2002. године).
|  |

| Демографија | Демографија | Демографија |
| Година      | Становника  | Становника  |
| ----------- | ----------- | ----------- |
| 1948.       | 5.983       |             |
| 1953.       | 6.273       |             |
| 1961.       | 6.766       |             |
| 1971.       | 6.582       |             |
| 1981.       | 6.836       |             |
| 1991.       | 6.790       | 6.700       |
| 2002.       | 6.835       | 7.138       |
| 2011.       | 6.146       |             |

| Етнички састав према попису из 2002.‍ | Етнички састав према попису из 2002.‍ | Етнички састав према попису из 2002.‍ | Етнички састав према попису из 2002.‍ | Етнички састав према попису из 2002.‍ |
| ------------------------------------ | ------------------------------------ | ------------------------------------ | ------------------------------------ | ------------------------------------ |
|                                      |                                      |                                      |                                      |                                      |
| Срби                                 | Срби                                 |                                      | 5.346                                | 78,21%                               |
| Румуни                               | Румуни                               |                                      | 927                                  | 13,56%                               |
| Роми                                 | Роми                                 |                                      | 83                                   | 1,21%                                |
| Југословени                          | Југословени                          |                                      | 49                                   | 0,71%                                |
| Мађари                               | Мађари                               |                                      | 36                                   | 0,52%                                |
| Хрвати                               | Хрвати                               |                                      | 26                                   | 0,38%                                |
| Бугари                               | Бугари                               |                                      | 21                                   | 0,30%                                |
| Муслимани                            | Муслимани                            |                                      | 17                                   | 0,24%                                |
| Македонци                            | Македонци                            |                                      | 15                                   | 0,21%                                |
| Црногорци                            | Црногорци                            |                                      | 10                                   | 0,14%                                |
| Немци                                | Немци                                |                                      | 8                                    | 0,11%                                |
| Словенци                             | Словенци                             |                                      | 6                                    | 0,08%                                |
| Словаци                              | Словаци                              |                                      | 6                                    | 0,08%                                |
| Руси                                 | Руси                                 |                                      | 2                                    | 0,02%                                |
| Украјинци                            | Украјинци                            |                                      | 1                                    | 0,01%                                |
| Бошњаци                              | Бошњаци                              |                                      | 1                                    | 0,01%                                |
| непознато                            | непознато                            |                                      | 218                                  | 3,18%                                |

| Година пописа     | 1948. | 1953. | 1961. | 1971. | 1981. | 1991. | 2002. |
| ----------------- | ----- | ----- | ----- | ----- | ----- | ----- | ----- |
| Број домаћинстава | 1.547 | 1.611 | 1.796 | 1.820 | 1.865 | 1.904 | 2.119 |

| Број чланова      | 1   | 2   | 3   | 4   | 5   | 6   | 7  | 8  | 9 | 10 и више | Просек |
| ----------------- | --- | --- | --- | --- | --- | --- | -- | -- | - | --------- | ------ |
| Број домаћинстава | 357 | 476 | 369 | 486 | 212 | 152 | 43 | 17 | 4 | 3         | 3,23   |

| Пол    | Укупно | Неожењен/Неудата | Ожењен/Удата | Удовац/Удовица | Разведен/Разведена | Непознато |
| ------ | ------ | ---------------- | ------------ | -------------- | ------------------ | --------- |
| Мушки  | 2.778  | 790              | 1.759        | 148            | 66                 | 15        |
| Женски | 2.867  | 529              | 1.755        | 489            | 89                 | 5         |
| УКУПНО | 5.645  | 1.319            | 3.514        | 637            | 155                | 20        |

| Пол    | Укупно                    | Пољопривреда, лов и шумарство | Рибарство                            | Вађење руде и камена | Прерађивачка индустрија       |
| ------ | ------------------------- | ----------------------------- | ------------------------------------ | -------------------- | ----------------------------- |
| Мушки  | 1.625                     | 765                           | 0                                    | 0                    | 332                           |
| Женски | 771                       | 338                           | 0                                    | 0                    | 111                           |
| УКУПНО | 2.396                     | 1.103                         | 0                                    | 0                    | 443                           |
| Пол    | Производња и снабдевање   | Грађевинарство                | Трговина                             | Хотели и ресторани   | Саобраћај, складиштење и везе |
| Мушки  | 26                        | 123                           | 98                                   | 11                   | 59                            |
| Женски | 4                         | 2                             | 90                                   | 8                    | 12                            |
| УКУПНО | 30                        | 125                           | 188                                  | 19                   | 71                            |
| Пол    | Финансијско посредовање   | Некретнине                    | Државна управа и одбрана             | Образовање           | Здравствени и социјални рад   |
| Мушки  | 5                         | 33                            | 50                                   | 31                   | 11                            |
| Женски | 11                        | 16                            | 26                                   | 45                   | 78                            |
| УКУПНО | 16                        | 49                            | 76                                   | 76                   | 89                            |
| Пол    | Остале услужне активности | Приватна домаћинства          | Екстериторијалне организације и тела | Непознато            | Непознато                     |
| Мушки  | 37                        | 0                             | 0                                    | 44                   | 44                            |
| Женски | 14                        | 0                             | 0                                    | 16                   | 16                            |
| УКУПНО | 51                        | 0                             | 0                                    | 60                   | 60                            |